# اليوم الدولي لإحياء ذكرى ضحايا جريمة الإبادة الجماعية وتكريمهم ومنع هذه الجريمة
اليوم الدولي لإحياء ذكرى ضحايا جريمة الإبادة الجماعية وتكريمهم ومنع هذه الجريمة هو حدث للأمم المتحدة، يُقام في 9 ديسمبر من كل عام، أقرته الجمعية العامة للأمم المتحدة في 29 سبتمبر 2015، ويهدف إلى زيادة الوعي باتفاقية الإبادة الجماعية وللإحتفاء بدورها في مكافحة ومنع هذه جريمة الإبادة الجماعية ولتكريم ضحاياها.

## وصلات خارجية
- الموقع الرسمي.